# Daly-Detektor
Ein Daly-Detektor, benannt nach Norman Richard Daly, ist ein Szintillationsdetektor zur Detektion von Ionen.

## Aufbau, Funktionsweise und Anwendungsbereich
Der Daly-Detektor bestehend aus einem Metallknopf, einem Szintillator (Phosphorschirm) und einem Photomultiplier. 
Ionen, die auf den Metallknopf treffen, lösen Sekundärelektronen aus. Zwischen dem Metallknopf und dem Szintillator ist eine Hochspannung angelegt, so dass die Elektronen auf den Szintillator hin beschleunigt werden und dort Photonen auslösen. Diese Photonen werden durch den Photomultiplier detektiert.
Daly-Detektoren werden häufig in Massenspektrometern verwendet. Vorteil des Daly-Detektors ist, dass der Photomultiplier durch ein Glasfenster, das die Photonen durchlässt, vom Inneren des Massenspektrometers separiert werden kann, was eine sonst mögliche Kontamination verhindert und die Lebensdauer verlängert. 